# Kevin Ramírez
Kevin Federik Ramírez Dutra (Rivera, 1 de abril de 1994) es un futbolista uruguayo que juega como delantero en el Amazonas Futebol Clube del Campeonato Brasileño de Serie B.

## Trayectoria

### Montevideo Wanderers
A comienzos de 2013 fue transferido de Sarandí Universitario, un equipo de la Liga de Rivera, a Montevideo Wanderers Fútbol Club. Lo observaron cuando estaba con la selección mayor de Rivera.
Luego de un buen año con las divisiones inferiores, fue ascendido al primer equipo a comienzos de 2014 y debutó ante Nacional en un partido amistoso, concretó 2 goles para la victoria 3 a 1.

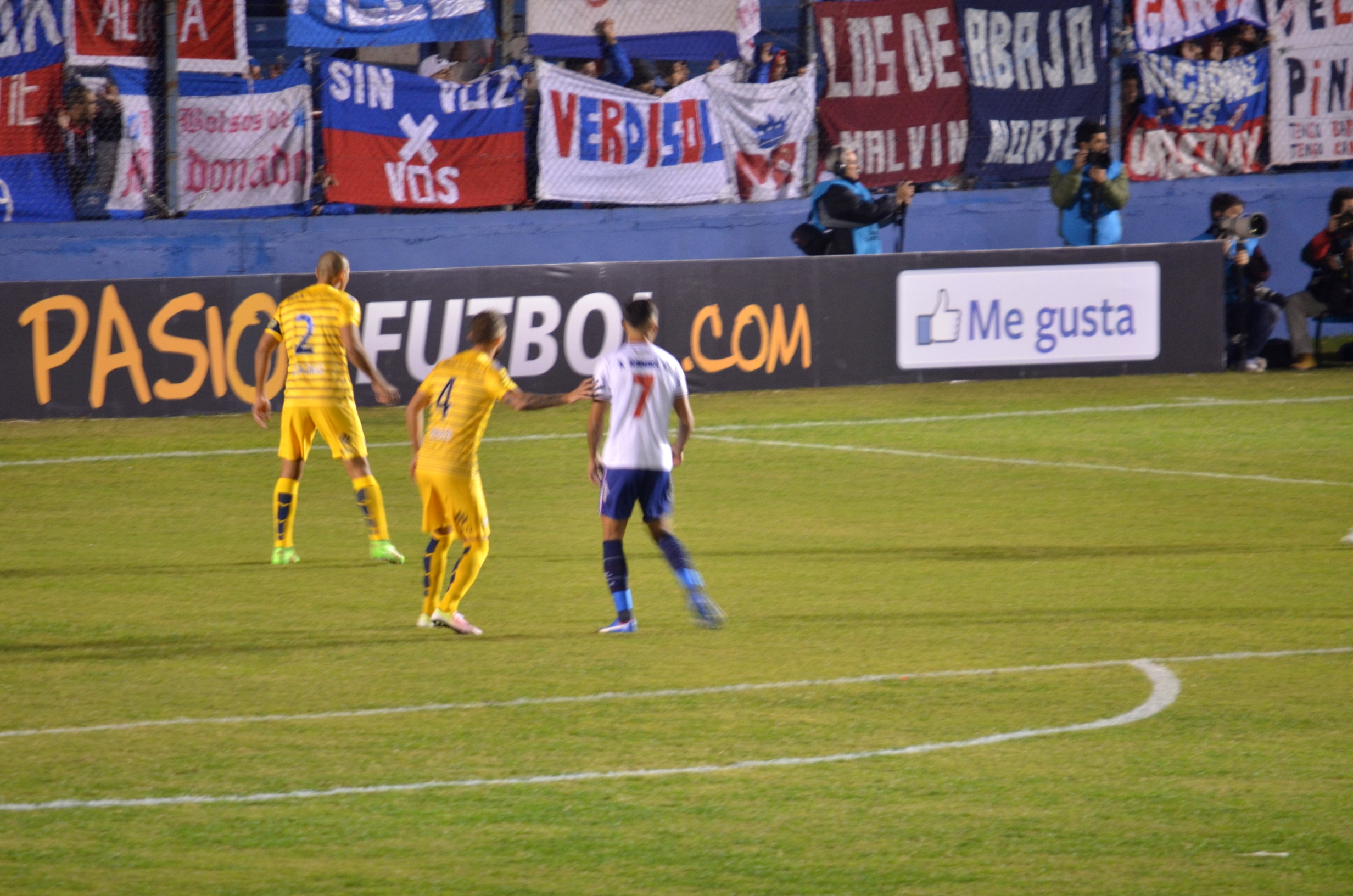
Ramírez jugando contra Boca Juniors en el Gran Parque Central

Debutó como profesional en Primera División el 8 de febrero ante Liverpool, ingresó al minuto 59 y el partido terminó 2 a 2. Jugó 8 partidos en el Torneo Clausura y consiguió el título con el club. Jugó los últimos dos de los tres partidos que se disputaron contra Danubio por el Campeonato Uruguayo 2013-14 pero perdieron luego de un alargue y definiciones por penales.
Ya en la temporada 2014-15, en el Torneo Apertura, consiguió su primer gol en la máxima categoría, ante Racing, pero perdieron 3 a 2.
Para el segundo semestre, fue cedido a Miramar Misiones, equipo de Segunda División. Kevin mostró un buen nivel, disputó 9 partidos, 7 como titular, y anotó 6 goles, incluyendo un doblete. Finalizaron el campeonato en novena posición, sin posibilidades de ascender.
Para la temporada 2015-16, regresó a Wanderers, esta vez para ser tenido en cuenta por el técnico. Tuvo un gran nivel, jugó todos los partidos y anotó 8 goles en 15 encuentros.

### Nacional
El 9 de enero de 2016, el representante de Kevin, Sebastián Revetria, comunicó que llegaron a un acuerdo con el Club Nacional de Football por la ficha del jugador.
Fue presentado oficialmente en Nacional el 12 de enero, junto a Erick Cabaco y Mauricio Victorino.
El 7 de abril, anotó su primer gol con los tricolores, fue contra River Plate por la Copa Libertadores, el partido finalizó 2 a 2.

### América de Cali
En enero de 2018 es presentado como refuerzo del América de Cali de la Categoría Primera A de Colombia.

### Nacional
A principios del 2019 vuelve a Nacional.

### Puebla
En diciembre de 2021 se dio a conocer el traspaso de Kevin al Club Puebla para reforzar al equipo camotero de cara al torneo Clausura 2022. Cuando apenas estaba consiguiendo minutos de juego, Ramírez sufrió una ruptura completa del tendón rotuliano en un partido contra Chivas.

## Estadísticas
| Club          | País      | Año         | Part. | Goles | Asist. | Prom. G+A |
| ------------- | --------- | ----------- | ----- | ----- | ------ | --------- |
| Wanderers     | Uruguay   | 2013-2014   | 20    | 1     | 1      | 0.1       |
| Miramar       | Uruguay   | 2015        | 9     | 6     | 0      | 0.67      |
| Wanderers     | Uruguay   | 2015        | 15    | 8     | 1      | 0.6       |
| Nacional      | Uruguay   | 2016 - 2017 | 65    | 9     | 10     | 0.29      |
| América       | Colombia  | 2018        | 8     | 1     | 0      | 0.13      |
| Tigre         | Argentina | 2018        | 7     | 0     | 0      | 0         |
| Nacional      | Uruguay   | 2019        | 15    | 4     | 1      | 0.33      |
| Atlante       | México    | 2019 - 2020 | 18    | 1     | 1      | 0.11      |
| Querétaro     | México    | 2020 - 2021 | 48    | 6     | 3      | 0.19      |
| Puebla        | México    | 2022 - 2023 | 11    | 0     | 2      | 0.18      |
| Defensor      | Uruguay   | 2023        | 13    | 3     | 3      | 0.46      |
| Rentistas     | Uruguay   | 2024        | 29    | 10    | 3      | 0.45      |
| Amazonas      | Brasil    | 2025        | 0     | 0     | 0      | 0         |
| Total carrera |           | 2013-2024   | 229   | 39    | 22     | 0.27      |

## Palmarés

### Títulos nacionales
| Título              | Equipo    | País    | Año  |
| ------------------- | --------- | ------- | ---- |
| Torneo Clausura     | Wanderers | Uruguay | 2014 |
| Campeonato Uruguayo | Nacional  | Uruguay | 2016 |
| Supercopa Uruguaya  | Nacional  | Uruguay | 2019 |

### Títulos amistosos
| Competición                     | Equipo   | País    | Año  |
| ------------------------------- | -------- | ------- | ---- |
| Copa “Uruguay unido por fibra”  | Nacional | Uruguay | 2016 |
| Copa Confraternidad Rioplatense | Nacional | Uruguay | 2016 |

### Distinciones individuales
| Distinción                                                                      | Año  |
| ------------------------------------------------------------------------------- | ---- |
| 'MVP' del partido Wanderers - Nacional - Fecha 3                                | 2015 |
| Jóvenes promesas de Uruguay para Pasión Fútbol (puesto 4)                       | 2016 |
| 'MVP' del partido Palmeiras - Nacional en la Copa Libertadores                  | 2016 |
| 'MVP' del partido Nacional - Celta de Vigo en la Copa “Uruguay unido por fibra” | 2016 |
| Parte del equipo ideal del Campeonato Uruguayo para Referí                      | 2016 |